# Funt Alderney
Funt Alderney – waluta obowiązująca na wyspie Alderney wraz z funtem szterlingiem, z którym jest powiązana sztywnym kursem 1:1.
Funt Alderney nie występuje w powszechnym obiegu na wyspie; jest on trudno dostępny i traktowany raczej kolekcjonersko, przez co w obiegu na Alderney występują funty szterlingi i funty Guernsey, a w okresie wakacyjnym również funty Jersey oraz funty manx.
Od 1989 emitowane są pamiątkowe monety o różnych nominałach, bite ze złota, srebra lub miedzioniklu.
W 1810 roku po raz pierwszy i jedyny wydrukowano banknot o wartości 1 funta Alderney.